# Xã Summit, Quận Cloud, Kansas
Xã Summit (tiếng Anh: Summit Township) là một xã thuộc quận Cloud, tiểu bang Kansas, Hoa Kỳ. Năm 2010, dân số của xã này là 49 người.